# Palácio Real de Estocolmo
O Palácio Real de Estocolmo (Stockholms slott, em sueco) é a residência oficial e o maior de todos os palácios reais do Monarca da Suécia (a residência particular da Família Real Sueca é o Palácio de Drottningholm). O Palácio de Estocolmo está localizado na ilha de Stadsholmen, em Gamla Stan (a cidade velha), na capital, Estocolmo. É vizinho do Riksdag, o parlamento da Suécia.
Os gabinetes particulares do monarca (actualmente Carlos XVI Gustavo) e de outros membros da família real, bem como os gabinetes administrativos da Corte Real da Suécia estão ali localizados. O palácio também é usado para fins representativos pelo Rei, no decurso dos seus deveres enquanto Chefe de Estado. 
A fachada sul fica voltada em grande estilo para a Slottsbacken (rua de Estocolmo); a fachada este confina com o Skeppsbron, um pomposo cais que passa ao longo da marginal este da velha cidade; na fachada norte fica a Lejonbacken, um sistema de rampas que recebeu o nome dos leões esculpidos nas balaustradas de pedra; finalmente, as alas oeste bordejam o Högvaktsterrassen, um espaço aberto.

## História

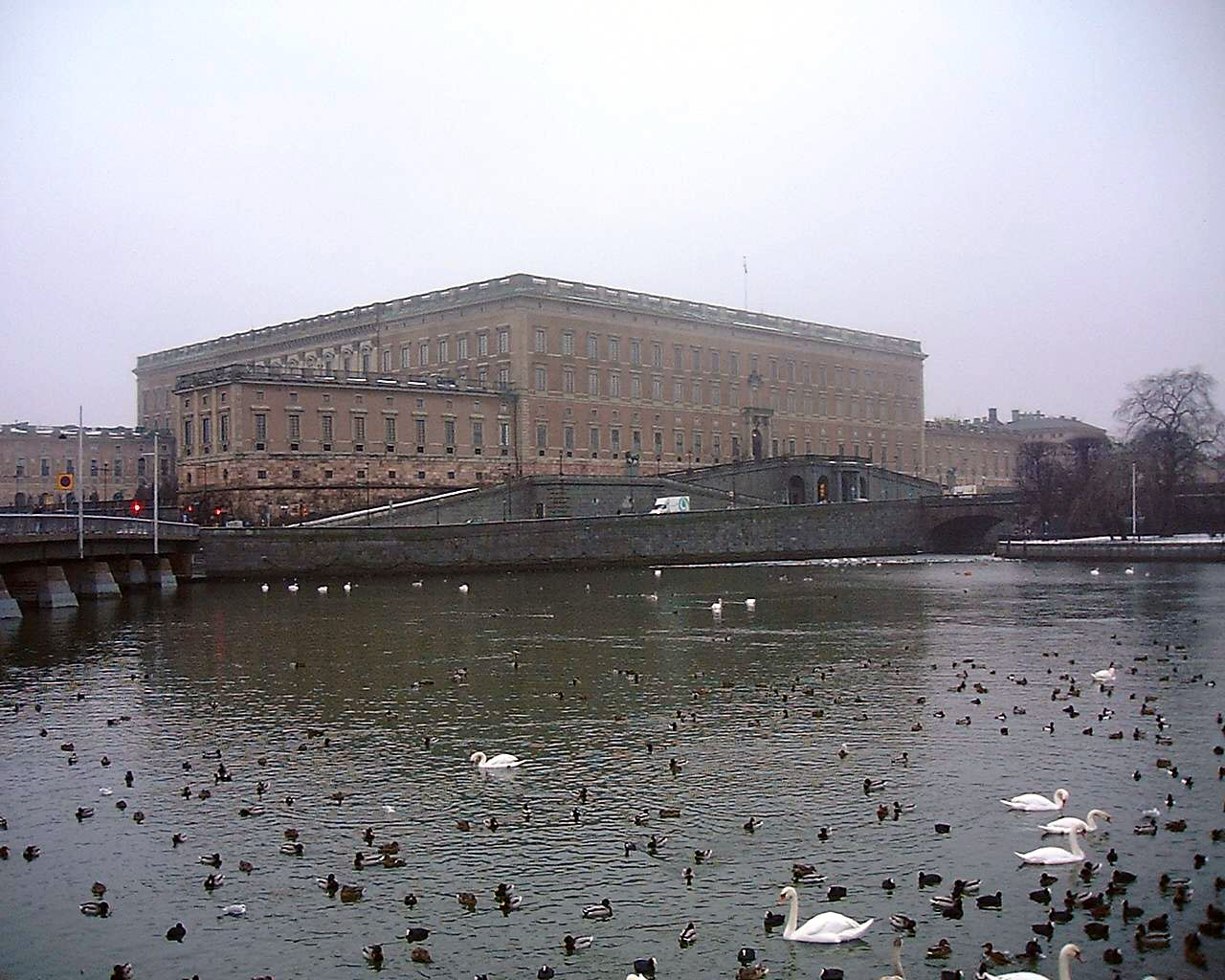
Fachada norte do Palácio Real de Estocolmo em Março de 2007

O primeiro edifício existente neste local foi uma fortaleza, com uma torre central, construída no século XIII por Birger Jarl para defender o Lago Malar. A fortaleza cresceu e tornou-se num palácio, o qual recebeu o nome de Slottet Tre Kronor ("Castelo das Três Coroas") em referência aos pináculos das suas torres. 
No final do século XVI, muito trabalho foi feito para transformar a velha fortaleza num palácio Renascentista, durante o reinado do Rei João III. Em 1690, foi decidido reconstruir o palácio em estilo Barroco, segundo um desenho de Nicodemus Tessin. Em 1692, começaram as obras na faixa norte. Estas ficaram completas em 1697, mas grande parte do palácio ardeu até às fundações num incêndio ocorrido no dia 7 de Maio de 1697. 
O palácio foi reconstruído por Nicodemus Tessin, com alas em semi-círculo em volta do pátio exterior oeste, finalizadas em 1734, a igreja palatina, terminada na década de 1740, e o exterior concluído em 1754. A Família Real mudou-se para o palácio com as alas sudoeste, sudeste e nordeste concluídas. A ala noroeste foi acabada em 1760. A norte, a Lejonbacken ("Encosta do Leão") foi construída entre 1824 e 1830. Este nome deve-se aos leões esculpidos que ali se erguem.

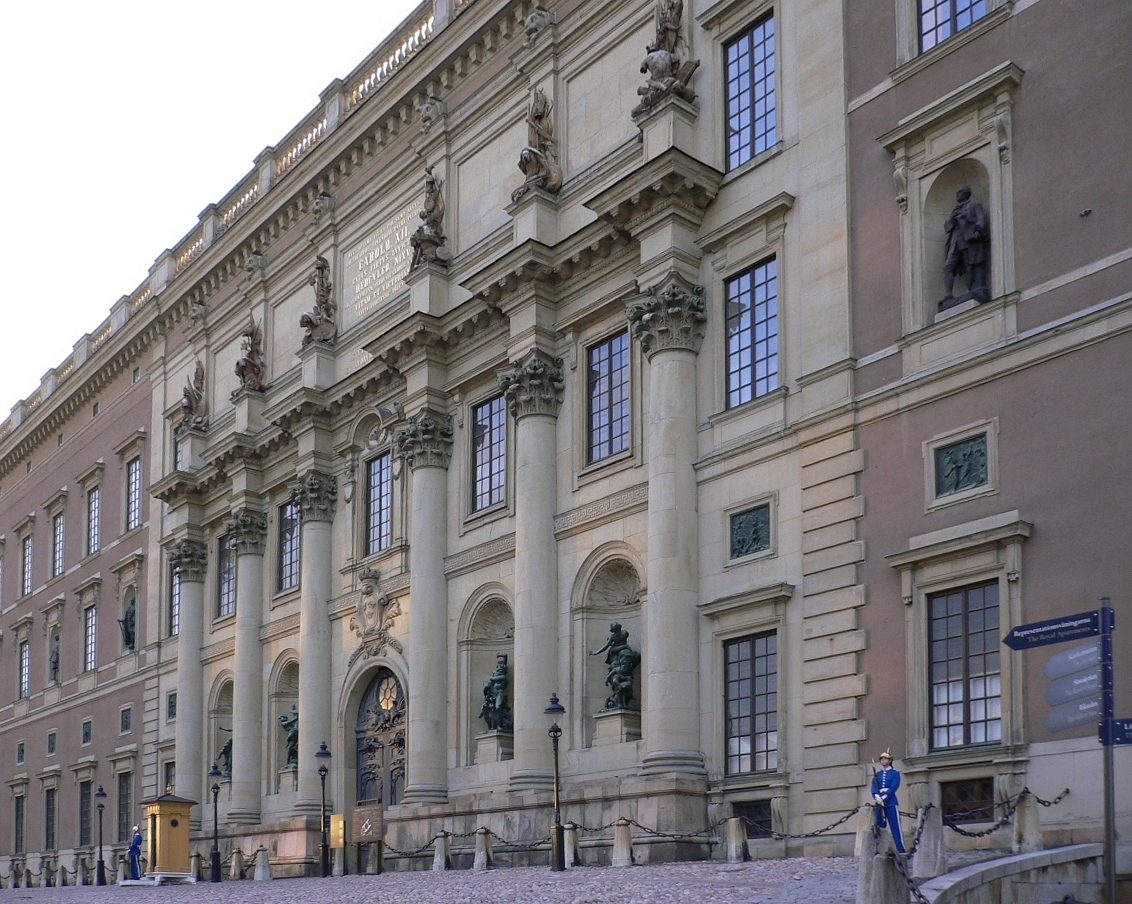
Fachada sul do Palácio Real de Estocolmo

O palácio é guardado pelos Högvakten, uma Guarda Real formada por membros das Forças Armadas Suecas. A existência desta guarda remonta ao início do século XVI.

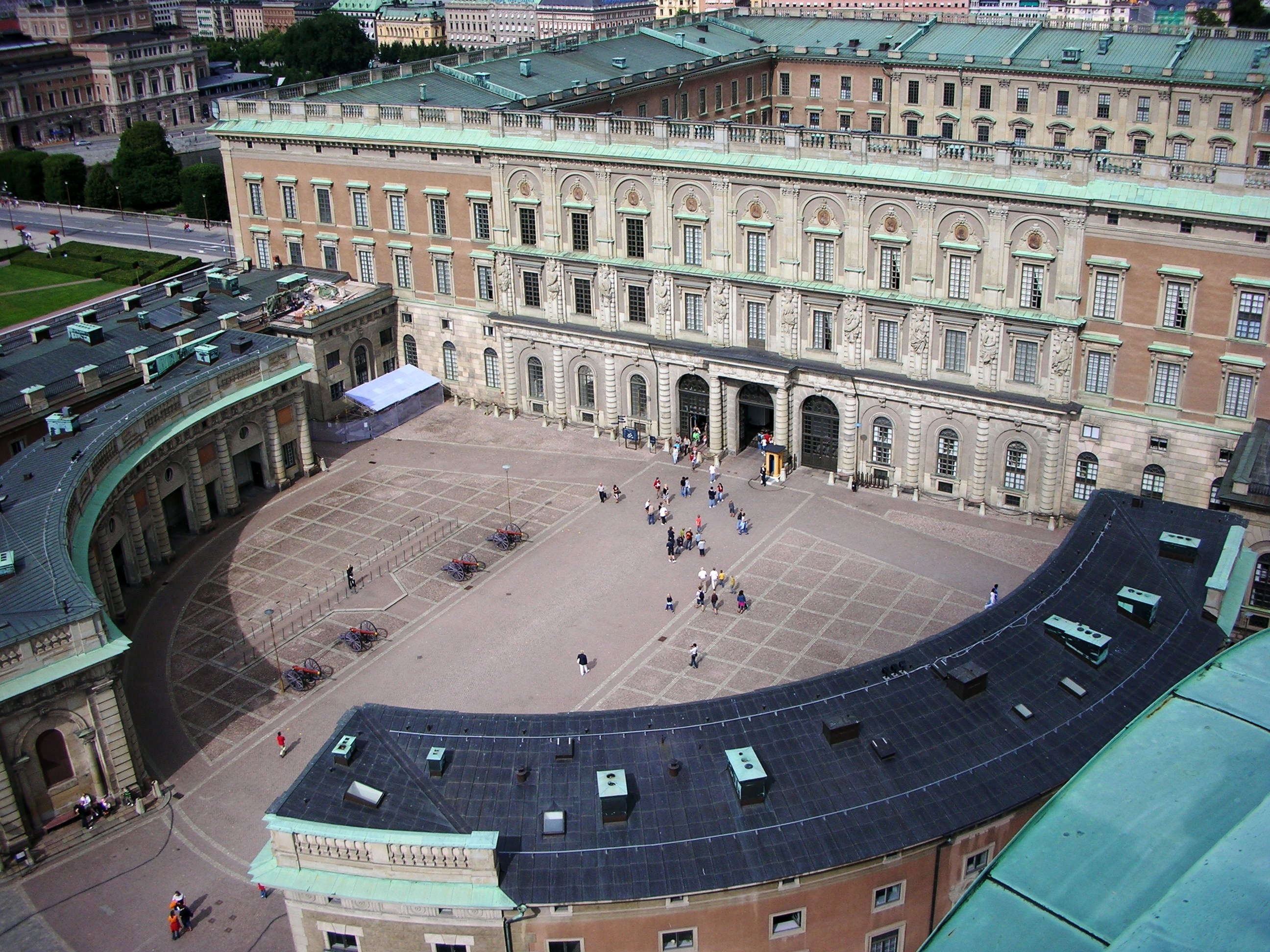
Vista geral do Palácio Real de Estocolmo

Apesar de as quatro fachadas do palácio real serem construídas em tijolo e ligadas por um programa unitário, todas elas possuem desenhos distintos de acordo com as suas funções. A fachada sul, representando a Nação e conciliando a Capela Real e a Rikssal ("Galeria Real", a real sala do trono), enfrenta a principal aproximação do palácio e, consequentemente, é a mais pomposa das quatro, dominada pela composição de arco triunfal romano revestida por calcário e adornada com seis troféus de guerra, quatro cenas de rapto por Edmé Bouchardon e 16 relevos representando cenas mitológicas. A balaustrada sobre a parte central foi idealizada, inicialmente, para ser decorada por uma série de esculturas. A alta porção central de 115 metros de largura é flanqueada por uma longa ala este de 48 metros e pela ala oeste correspondente limitada a uns meros 11 metros, uma vez que os planos originais do arquitecto de demolir a catedral medieval foram ignorado. As estátuas presentes nos oito nichos, datadas entre 1899 e  1902, representam proeminentes suecos do final do século XVII (Dahlbergh, M. Stenbock, Stiernhielm, Polhem, Tessin, Adelcrantz, Linnaeus e von Dalin).

## Interior

### A faixa oeste
Subindo a Västra Trapphuset (Escadaria Oeste) encontra-se, no segundo andar, a entrada para o Apartamento Bernadotte à esquerda e a entrada para as Ordenssalarna (Galerias das Ordens de Cavalaria) à direita. No terceiro andar conduz ao Apartamento dos Convidados (lado esquerdo) e à entrada do apartamento de aparato (lado direito).

### A faixa este

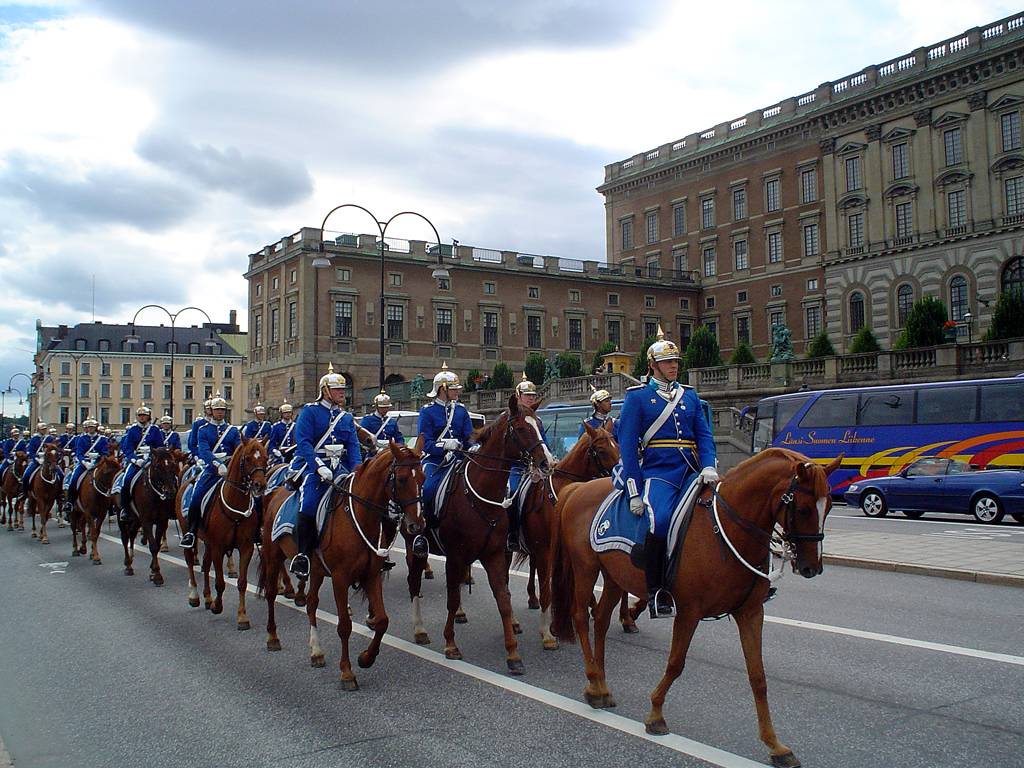
Guardas Reais em frente do Palácio Real de Estocolmo

Descendo-se uma escadaria chega-se ao Livrustkammaren, o mais velho museu da Suécia, o qual contém velhas armas de fogo, uniformes e, ainda, as jóias da Coroa.

### A faixa norte
Na faixa norte situam-se as suítes do Rei e da Rainha, as quais contêm quartos, vestiários e antecâmaras. Também é nesta faixa que se encontram os Apartamentos de Festa, os quais contêm o salão de baile Vita Havet (Mar Branco). Na mesma área também existe a Karl XI:s galleri (Galeria de Carlos XI). No piso mais baixo situa-se a parte de exibição do palácio. Descendo uma escada chega-se ao Museu Tre Kronor, o qual consiste no porão do velho palácio. Subindo uma escadaria chega-se ao Konseljrummet (a Sala de Conselho).

### A faixa sul
Subindo uma escadaria chega-se à Rikssalen e à Igreja do Palácio. A Rikssalen fica para Oeste e a Igreja do Palácio para este. No cimo de uma escadaria encontra-se a Skattkammaren (a Câmara do Tesouro), a qual contém as joias da Coroa da Suécia.

### A ala norte
Na ala norte fica o antikmuseum (museu de antiguidades) de Gustavo III. Este contém antigas esculturas encontradas na Itália.

## Ligação externa
- Página oficial